# Rejon bajkałowski
Rejon bajkałowski (ros Байкаловский район) – rejon będący jednostką podziału administracyjnego rosyjskiego obwodu swierdłowskiego

## Historia
Rejon bajkałowski położony jest we wschodniej części obwodu swierdłowskiego i według statystyk z 2010 roku liczył 17 767 mieszkańców, a w 2012 roku liczba ta wyniosła 19 100, a jego centrum administracyjnym jest Bajkałowo. Przed włączeniem tych ziem w obręb Imperium Rosyjskiego znajdowały się one w sferze wpływów Chantów i Mansów, a następnie Tatarów syberyjskich. Pierwsze rosyjskie osadnictwo na tym terenie pojawia się w 1627 roku, a nazwa Bajkałowo została zarejestrowana w 1630 roku. W 1800 roku zostaje tam zbudowana pierwsza murowana cerkiew. Rejon został utworzony przez władze sowieckie 12 listopada 1923 roku. W 1929 roku zaczęła ukazywać pierwsza rejonowa gazeta. Przez kolejne lata jego granice kilkukrotnie ulegały zmianie, a w 1962 roku został zlikwidowany i włączony w skład rejonu irbickiego. Jednak już w 1967 roku rejon bajkałowski powraca na administracyjną mapę obwodu swierdłowskiego w granicach które już nie miały się zmienić.

## Charakterystyka
Większą część obszaru rejonu stanowią stepy. Ukształtowanie terenu jest głównie płaskie, tereny uprawne zajmują łączną powierzchnię 159 692 hektarów, dominują żyzne czarnoziemy. Zdecydowaną większą część ludności stanowią Rosjanie, oprócz nich ziemie rejonu zamieszkują także Ukraińcy, Tatarzy, Czuwasze, Udmurci i Baszkirzy, a wszystkie te mniejszości stanowią zaledwie 0,5% całości rejonowej populacji. Większą część przemysłu rejonu stanowi budownictwo drogowe, leśnictwo, rolnictwo i związane z nim przetwórstwo. W początkach XX wieku obszar ten słynął z hodowli koni.